# Султанов Гаджибек Фараджуллайович
Гаджибек Фараджуллайович Султанов (Гаджибек Фараджулла огли Султанов, 20 вересня 1921 — 5 вересня 2008) — радянський і азербайджанський астроном.

## Наукова біографія
Народився в селі Шаган (нині це Хазарський район Баку), у 1942 закінчив Азербайджанський університет. У 1948–1951 — аспірант Московського університету. З 1953 керував роботами зі створення (вибір місця, проектування, встановлення 2-метрового телескопа) Шемахінської астрофізичної обсерваторії АН Азербайджанської РСР. У 1956–1960 очолював Сектор астрофізики АН АзРСР. У 1960–1981 — директор Шемахінської астрофізичної обсерваторії, з 1981 — керівник лабораторії небесної механіки й астрофізики Інституту космічних досліджень природних ресурсів АН АзРСР. Академік АН АзРСР (1972).
Основні праці в області небесної механіки і космогонії Сонячної системи. Виконав методами небесної механіки і математичної статистики цикл досліджень, присвячених різним аспектам походження, структури і еволюції кільця астероїдів. Детально аналізуючи гіпотезу Г. В. Ольберса про походження астероїдів в результаті розпаду однієї планети, показав, що це припущення у своєму первісному вигляді не може пояснити розподіл малих планет на окремі сімейства. Розвинув гіпотезу, згідно з якою кільце малих планет утворилося в результаті послідовних розпадів нечисленних більших первинних тіл, що виникли на першому етапі еволюції протопланетної речовини. Визначив форми орбіт первинних великих тіл і їхнє положення в просторі.
Лауреат Державної премії СРСР (1987).
Загинув при пожежі в будівлі управління Шемахінської обсерваторії в Баку.

## Виноски
1. ↑  Академик Гаджибек Султанов погиб во время пожара. Архів оригіналу за 8 березня 2008. Процитовано 31 жовтня 2012.